# WFV-Pokal 1958/59
Der WFV-Pokal 1958/59 war die siebte Austragung des Männer-Pokalwettbewerbs als Amateurwettbewerb durch den Württembergischen Fußballverband. Der Wettbewerb endete bereits nach der fünften Runde – diese entsprach dem Achtelfinale in den vorherigen Wettbewerben – nachdem die sechs Teilnehmer am Süddeutschen Pokal feststanden. Für den Süddeutschen Pokalwettbewerb 1958/59 qualifizierten sich dabei als württembergische Teilnehmer der VfR Schwenningen, der FV Kornwestheim, der VfR Aalen, der SC Geislingen, der SV Spaichingen und die SpVgg Neckarsulm. Dabei wurden die Partien grundsätzlich zwischen dem 7. Mai und dem 2. August 1959 ausgetragen, das in der letzten ausgespielten Runde notwendige Wiederholungsspiel zwischen der SpVgg Neckarsulm und der SpVgg Wernau fand am 21. November statt.
In der folgenden Spielzeit wurde wieder zum typischen Modus zurückgekehrt und ein WFV-Pokalsieger ausgespielt.

## 4. Runde
|                        | Ergebnis  |                     |
| ---------------------- | --------- | ------------------- |
| Sportfreunde Stuttgart | 1:3       | VfL Kirchheim/Teck  |
| SpVgg Neckarsulm       | 5:0       | TG Heilbronn        |
| SV Fellbach            | 2:3       | SpVgg Wernau        |
| SV Gablenberg          | 2:0       | FV Kornwestheim     |
| TSV Oberurbach         | 3:2       | SpVgg Ludwigsburg   |
| FV Zuffenhausen        | 3:3 n. V. | SV Böblingen        |
| SpVgg Lindau           | 8:4       | FV Ravensburg       |
| SC Schwenningen        | 4:1       | FC Tailfingen       |
| SV Spaichingen         | 6:3       | TSV Sigmaringendorf |
| SC Geislingen          | 2:0       | FC Donzdorf         |

Freilose: VfR Aalen, VfR Schwenningen
Wiederholungsspiel
|              | Ergebnis |                 |
| ------------ | -------- | --------------- |
| SV Böblingen | 2:3      | FV Zuffenhausen |

## 5. Runde
|                    | Ergebnis  |                  |
| ------------------ | --------- | ---------------- |
| VfR Schwenningen   | 3:1       | SpVgg Lindau     |
| SpVgg Wernau       | 1:1 n. V. | SpVgg Neckarsulm |
| FV Zuffenhausen    | 2:1       | TSV Oberurbach   |
| VfR Aalen          | 2:0       | SV Gablenberg    |
| VfL Kirchheim/Teck | 0:3       | SC Geislingen    |
| SV Spaichingen     | 2:0       | SC Schwenningen  |

Wiederholungsspiel
|                  | Ergebnis |              |
| ---------------- | -------- | ------------ |
| SpVgg Neckarsulm | 4:2      | SpVgg Wernau |